# Bunium
Bunium és un gènere de plantes amb flor de la família Apiaceae. Són mates amb flors blanquinoses conegudes popularment amb el nom genèric de castanyola. Aquest nom prové del fet que les tiges ixen d'un tubercle subterrani que sembla una castanya per la forma i la talla. El tubercle de la castanyola terrosa (Bunium bulbocastanum) es menjava antigament a Europa. També les fulles d'algunes espècies són comestibles i es menjaven com a verdura.
Hi ha entre 45 i 50 espècies de castanyoles. Abans el comí de prat pertanya a aquest gènere, però actualment forma part del gènere Carum.
- Bunium acaule
- Bunium afghanicum
- Bunium alpinum
- Bunium angrenii
- Bunium badachschanicum
- Bunium badghysi
- Bunium bourgaei
- Bunium bulbocastanum - castanyola terrosa, castanyola terrera, creïllera de marge
  - Bunium bulbocastanum L. subsp. macuca - cerelló
- Bunium buriaticum
- Bunium capillifolium
- Bunium capusii
- Bunium chaerophylloides
- Bunium copticum
- Bunium cylindricum
- Bunium denudatum
- Bunium elegans
- Bunium fallax
- Bunium fedtschenkoanum
- Bunium ferulaceum
- Bunium gypsaceum
- Bunium hissaricum
- Bunium imbricatum
- Bunium intermedium
- Bunium kuhitangi
- Bunium latilobum
- Bunium longipes
- Bunium luteum
- Bunium majus
- Bunium microcarpum
- Bunium pachypodum - castanyola gruixuda
- Bunium paucifolium
- Bunium persicum - comí negre
- Bunium pinnatifolium
- Bunium salsum
- Bunium scabrellum
- Bunium seravschanicum
- Bunium setaceum
- Bunium simplex
- Bunium tenuisectum
- Bunium trichophyllum
- Bunium vaginatum